# NGC 1303
NGC 1303 est une galaxie lenticulaire située dans la constellation de l'Éridan. NGC 1303 a été découverte par l'astronome prussien Heinrich d'Arrest en 1865.

## Caractéristiques
Sa vitesse par rapport au fond diffus cosmologique est de 5 297 ± 12 km/s, ce qui correspond à une distance de Hubble de 78,1 ± 5,5 Mpc (∼255 millions d'al).
À ce jour, une mesure non basée sur le décalage vers le rouge (redshift) donne une distance d'environ 55,400 Mpc (∼181 millions d'al). Cette valeur est à l'extérieur des valeurs de la distance de Hubble. Notons que c'est avec la valeur moyenne des mesures indépendantes, lorsqu'elles existent, que la base de données NASA/IPAC calcule le diamètre d'une galaxie et qu'en conséquence le diamètre de NGC 1303 pourrait être d'environ 27,3 kpc (∼89 000 al) si on utilisait la distance de Hubble pour le calculer.